# Воинское кладбище № 119 (Сташкувка)
 Памятник культуры Малопольского воеводства: регистрационный номер A-793 от  24 января 1996 года.
Воинское кладбище № 119 — Сташкувка (пол. Cmentarz wojenny nr 119 - Staszkówka) — воинское кладбище, находящееся в центре села Сташкувка, Малопольское воеводство, Польша. Кладбище входит в группу Западногалицийских воинских захоронений времён Первой мировой войны. На кладбище похоронены военнослужащие Российской армии, которые погибли 2 мая 1915 года во время Первой мировой войны. Охраняемый памятник Малопольского воеводства.

## История
Кладбище было основано Департаментом воинских захоронений К. и К. военной комендатуры в Кракове в 1915 году. Кладбище спроектировал скульптор Ян Щепковский. На кладбище площадью 781 квадратный метр находятся 29 братских и 17 индивидуальных могил, в которых похоронены 516 российских солдат 123 Козловского и 124 Воронежского пехотных полков.
24 января 1996 года воинское кладбище было внесено в реестр памятников Малопольского воеводства (№ А — 793).

## Источник
- Oktawian Duda: Cmentarze I wojny światowej w Galicji Zachodniej. Warszawa: Ośrodek Ochrony Zabytkowego Krajobrazu, 1995. ISBN 83-85548-33-5.